# Bygdedräkter i Nordmarks härad
Bygdedräkter i Nordmarks härad.

## Silleruds socken
| Plaggtyp   | Beskrivning                                                                                        | Ursprung |
| ---------- | -------------------------------------------------------------------------------------------------- | --- |
| Kjol       | Blå-rödrandig , hemvävt ylle                                                                       | Enligt original från Ekebacken Kjolband från Erstad, Grindbyn |
| Liv        | Röd damast, kort modell öppna skört . Även benämnd som brokad                                      | Samma förlaga som Glava från 1700-tal, Bulterud , barkanlivstycke |
| Överdel    | Vitt helline                                                                                       | |
| Förkläde   | Två vardagskläden: rött/vitt, rött/blått/vitt Högtid: Tryckt mönster i rosa och vitt               | Röd/vit/blå enligt original från Där Väste, Bryngelsbyn. Röd/vit enligt original granngården. Tryckt kläde enligt original från Lunkerud, Lilla Nör Förklädesband från Torget, Sillebotten. |
| Halskläde  | Vardag: rött- vitrutig bomull Högtid: Natursiden med rutmönster i flera färger , lila Silverbrosch | |
| Huvudbonad | Lila mössa Broderad                                                                                | Enligt original - 2 lika funna: Svensbyn, Kjern Åsebyfors |
| Ytterplagg | | |
| Fotdon     | | |

## Blomskogs socken
Blomskog har både kjol som burits med livstycke, samt kjol och tröja av samma randiga material. Kjolarna är veckade. 
| Plaggtyp   | Beskrivning | Ursprung                          |
| ---------- | ----------- | --------------------------------- |
| Kjol       |             |                                   |
| Liv        | Grönt       | Efter originalplagg från Nordmark |
| Överdel    |             |                                   |
| Förkläde   |             |                                   |
| Halskläde  |             |                                   |
| Huvudbonad |             |                                   |
| Ytterplagg |             |                                   |
| Fotdon     |             |                                   |

| Plaggtyp   | Beskrivning                             | Ursprung |
| ---------- | --------------------------------------- | -------- |
| Byxor      | Gula knäbyxor                           |          |
| Väst       | Köpetyg, utan krage, klädda knappar     |          |
| Överdel    |                                         |          |
| Halskläde  |                                         |          |
| Huvudbonad |                                         |          |
| Ytterplagg | Blå jacka Gråbrun långrock från socknen |          |
| Fotdon     | Vita strumpor                           |          |

## Östervallskog socken
Östervallskogsdräkten